# Johnny Test
Johnny Test ist eine US-amerikanische Zeichentrickserie aus dem Jahr 2005, die von Scott Fellows erdacht wurde.
Die Zeichentrickserie handelt von einem Jungen namens Johnny Test, der in der fiktiven Stadt Porkbelly lebt und die Erfindungen seiner älteren Zwillingsschwestern Susan und Mary Test ausprobiert.

## Produktion und Veröffentlichung
Johnny Test wurde von Warner Bros. produziert, einige andere Firmen wie Atomic Cartoons, United Paramount Network, The WB, The CW, Cookie Jar Entertainment und Teletoon wirkten bei der Produktion auch mit. Die Serie wurde zunächst von Hand gezeichnet. Seit der Umstellung der Produktion auf das HDTV-Format wird die Serie mit Adobe Flash animiert.
Michael-Andreas Kuttner, einer der Animatoren dieser Serie, hat bestätigt, dass sich eine vierte Staffel in Produktion befindet. Am 11. Juni 2013 wurde die Verlängerung um eine siebte Staffel angekündigt, welche aus 13 Episoden und einem dreiteiligen Special bestehen soll.

## Charaktere

### Hauptcharaktere
- Johnny Test ist ein 11 Jahre alter Junge. Seine Markenzeichen sind seine blonde flammenförmige Frisur und sein Shirt mit dem Radioaktivzeichen, er ist hyperaktiv und neigt dazu, auch stur zu sein, wenn er seinen Willen durchsetzt.

- Dukey ist ein sprechender Hund und Johnnys bester Freund und Haustier. Durch einen genetischen Eingriff von Johnnys Schwestern Susan und Mary verhält sich Dukey wie ein Mensch, ist wesentlich besonnener als Johnny und fungiert als die Stimme der Vernunft, bis er sich doch von ihm zu jedem Schwachsinn überreden lässt. Dukey isst am liebsten Steaks und trink gerne Cappuccinos.

Die Test-Schwestern sind hochbegabte Wissenschaftlerinnen und die älteren Schwestern von Johnny. Trotz ihres hohen Intellekts sind sie auch ganz normale Teenagerinnen, die zum Beispiel für den Nachbarsjungen Gil Nexdor schwärmen (und das nahezu obsessiv) und alles daran setzen, seine Gunst für sich zu gewinnen. So kann es auch mal zu einem Konkurrenzkampf zwischen den beiden Schwestern ausarten, wobei sie dann doch meistens von Gil nicht beachtet werden. In der Regel benutzen sie Johnny als ihr Versuchskaninchen für ihre Erfindungen und Experimente oder entwickeln für Johnny (meistens widerwillig und nach Überreden) irgendwelche Erfindungen, die sein Leben erleichtern sollen, die aber dann doch irgendwie außer Kontrolle geraten.
- Susan Test ist Marys 13-jährige Schwester und die jüngere von beiden. Ihre Markenzeichen sind ihr schwarzer Rock, ihr Hemd mit Stern, ihr Laborkittel, ihr Stern im Haar, ihre quadratische Brille. Sie und Mary sind Eineiige Zwillinge.

- Mary Test ist Susans 13-jährige Schwester und die ältere von beiden. Ihre Markenzeichen sind ihr gelbes T-Shirt mit Mond, ihre blaue Hose, ihr Laborkittel, ihr Mondemblem im Haar, ihre roten lockigen Haare und ihre halbrunde Brille.

### Nebencharaktere
- Howard „Hugh“ Test ist der zwangsgestörte Vater von Susan, Mary und Johnny, er ist verheiratet mit Lilli Test. Er schmeißt in der Familie den gesamten Haushalt und ist meistens strikt gegen die Experimente seiner Töchter oder möchte, dass sein Sohn etwas Vernünftiges macht. Die meiste Zeit serviert er seiner Familie eher ungenießbares Essen, besonders gerne Fleischklopsbraten, und es mangelt an Maskulinität. Dennoch liegt ihm und seiner Frau die Familie am Herzen, und er kümmert sich stets um ihr Wohlbefinden. Sein Name ist eine Parodie auf Howard Hughes.

- Lila Test ist die Ehefrau von Hugh und Mutter von Susan, Mary und Johnny Test, beruflich Geschäftsfrau und stets beschäftigt, weswegen ihr Mann sämtliche Aufgaben im Haus erledigt.

- Eugene „Bling-Bling Boy“ Hamilton ist der dicke, reiche Erzfeind von Johnny, Susan, Mary Test und Dukey. Er ist verliebt in Susan Test und versucht mit allen Mitteln, sie zu beeindrucken, was zum Scheitern verurteilt ist. Des Weiteren hasst er es, wenn man ihn mit seinem Vornamen anspricht nennt.

- Gil Nexdor (im deutschen Gil von Nebenan) ist der Nachbarsjunge von den Tests. Susan und Mary Test sind in ihn verliebt, aber er ignoriert diese und beachtet nur Johnny.

- Mr. White und Mr. Black sind zwei Geheimagenten, die auch Freunde von Susan, Mary, Johnny und Dukey sind. Sie basieren auf  Agent K und Agent J aus den Men-in-Black-Filmen.

- Mitchell „Bumper“ Randalls ist ein Schläger, der es oft auf Johnny abgesehen hat, aber er hat auch eine sensible Seite und besitzt als Haustier zwei Katzen Cudles und Tomcat.

- Sissy Bladley ist Johnnys Feindin und sie ist in Johnny teilweise auch verliebt. Des Öfteren ärgert sie Johnny und sie besitzt ein Haustier: eine Hündin namens Missy.

- Janet Nelson, Jr. war Johnnys Geliebte. Sie erschien oft in Staffel 1 und 2, sie ist klug und entwickelte zu Johnny eine sogenannte „Hassliebe“. In der Staffel 3 hatte sie einen Cameo-Auftritt.

- Missy ist eine rosa, pelzige Hündin und Sissys Haustier. Dukey ist in sie verliebt und sie kann Holz und Stacheldraht essen.

- General ist sowohl der Chef von den Agenten Mr. Black und Mr. White als auch der Chef der Armee von Porkbelly, er ist auch sehr vergesslich.

- Mr. Henry Teacherman ist Johnnys Lehrer. Er ist hart und glaubt daran, dass Johnny ein guter Schüler ist.

- Professor Slopsink ist sowohl ein Professor des Institute of Technology (kurz: MIT) als auch Susans und Marys Lehrer. Seit ein Experiment von Bling-Bling Boy seine Hand aß, trägt er eine Roboter-Hand und er spricht in der originalen Synchronfassung mit einem deutschen Akzent.

- Blast Ketchup ist die Hauptfigur der Tiny'Mon-Show, er verfolgt die Vision des Tiny'Mon-Masters und er ist eine Parodie auf Ash Ketchum aus Pokémon.

- Hank Anchorman ist der Moderator der Porkbelly-News. In Staffel 1 hatte er blonde Haare, war dünner und jünger. Doch seit Staffel 2 alterte er.

- Der Bürgermeister von Porkbelly lebt bei seiner Mutter und wenn die ersten Anzeichen von Schwierigkeiten erscheinen, gerät er in Panik.

- Lunch Lady ist die Frau an der Essensausgabe in Johnnys Schule. Wenn Schüler ihr Essen nicht mögen, reagiert sie darauf cholerisch und spricht im deutschen Akzent. Ihre Hautfarbe ist Grün.

- Lolo ist Susan und Marys Affe. Er wird oft für Versuche von Mary und Susan verwendet.

- Smash Badger ist Johnnys Lieblingsvideospielcharakter. Er ist eine Parodie auf Crash Bandicoot und ein destruktiver Dachs, seine Klamotten ähneln die von Super Mario.

- Monteque ist einer von Susan und Marys Versuchskaninchen. Er ist ein Grauer Mäuserich, welcher mit einer Maschine in Kontakt kam, und somit, genau wie Dukey, sprechen und laufen gelernt hat. Neben Johnny und Lolo wird er oft für Tests benötigt und strebt nach der Weltherrschaft.

- Mega Roboticle ist Johnnys rote Roboter-Actionfigur. Er ist Mitglied der Turbo-Spielzeugarmee.

- Nasteria ist Johnnys dunkelblaue Roboter-Actionfigur. Er ist Mega-Roboticles Erzfeind.

- Die Turbo-Spielzeugarmee ist eine Gruppe von Spielzeugen: z. B. männliche und weibliche Puppen, Spielzeughasen und Spielzeugdrachen.

- Dark Vegan ist ein Feind von Johnny, Susan, Mary und Dukey. Er ist der Herrscher eines Planeten, welcher aus Gemüse besteht und er hat eine rebellische Tochter. Er ist eine Parodie auf Darth Vader.

- Zizrar ist ein Maulwurfkönig und Johnnys Feind. Er kann Licht nicht ausstehen.

- SchlagZu ist der böser Spielzeughersteller. Er kann Kinder nicht ausstehen, weil die Kinder oft ihn stören. Er baut Spielzeuge, die Kinder wegsperren. Er hat noch einen Bruder namens Der Abkitzler.

- Speed McCool ist ein berühmter Schauspieler. In den Filmen ist er oft mit den Affen zu sehen. Johnny ist sein Lieblingsfan.

- Mrs. Hamilton ist die Mutter von Bling-Bling Boy. Sie ist andauernd streng zu ihrem Sohn und schreit ihn oft an.

## Synchronisation
Die erste Staffel wurde von dem Berliner Studio Elektrofilm vertont, später von EuroSync. Durch den Studiowechsel kam es auch zu einem Sprechertausch, so übernahm Tanja Schmitz die Rolle der Susan. Dialogregie führte durchgehend Mario von Jascheroff.
| Rolle                             | Englischer Sprecher                                        | Deutscher Sprecher        |
| --------------------------------- | ---------------------------------------------------------- | ------------------------- |
| Johnny Test                       | James Arnold Taylor                                        | Julius Jellinek           |
| Dukey                             | Louis Chirillo                                             | Detlef Bierstedt          |
| Susan Test                        | Maryke Hendrikse                                           | Luise Helm Tanja Schmitz  |
| Mary Test                         | Brittney Wilson (Staffel 1) Ashleigh Ball (Staffel 2–3)    | Anne Helm                 |
| Howard „Hugh“ Test                | Ian James Corlett                                          | Stefan Staudinger         |
| Lilli Test                        | Kathleen Barr                                              | Andrea Aust               |
| Eugene „Bling-Bling Boy“ Hamilton | Lee Tockar                                                 | Jesco Wirthgen            |
| Gil Nexdor                        | Andrew Francis                                             | Sebastian Schulz          |
| Mr. White                         | Scott McNeil                                               | Tobias Kluckert           |
| Mr. Black                         | Bill Mondy                                                 | Tilo Schmitz              |
| Mitchell „Bumper“ Randalls        | Scott McNeil                                               | Constantin von Jascheroff |
| Mr. Henry Teacherman              | Louis Chirillo                                             | Lutz Schnell              |
| Sissy Bladely                     | Brittney Wilson (Staffel 1–2) Maryke Hendrikse (Staffel 3) |                           |
| Janet Nelson, Jr                  | Kathleen Barr                                              | Rubina Kuraoka            |
| Missy                             | Brittney Wilson                                            |                           |
| General                           | Lee Tockar                                                 | Axel Lutter               |
| Speed McCool                      | Lee Tockar                                                 | Klaus-Dieter Klebsch      |
| Hank Anchorman                    | James Arnold Taylor                                        | Erich Räuker              |
| Zizrar                            | Scott McNeill                                              | Jan Spitzer               |
| SchlagZu                          | Lee Tockar                                                 | Uwe Büschken              |